# Герд-Пауль фон Белов
Герд-Пауль Валеріан Георг Генріх фон Белов (нім. Gerd-Paul Valerian Georg Heinrich von Below; 30 листопада 1892, Штрасбург, Німецька імперія — 8 грудня 1953, Івановська область, РРФСР) — німецький офіцер, генерал-майор резерву вермахту. Кавалер Лицарського хреста Залізного хреста.

## Біографія
Представник знатного мекленбурзького роду. Син генерал-майора Прусської армії Фрідріха Пауля фон Белова (1858–1924) і його дружини Анни Генрієтти, уродженої фон Гелльдорфф (1866–1924). 24 жовтня 1911 року вступив в Прусську армію. Учасник Першої світової війни. 31 березня 1920 року звільнений у відставку і став фермером.
23 вересня 1935 року вступив в 4-й піхотний полк. В 1938 році переведений в 374-й піхотний полк 207-ї піхотної дивізії. З 26 серпня 1939 року — командир 3-го батальйону свого полку. Учасник Польської і Нідерландської кампаній. З 6 січня по 1 лютого 1941 року пройшов курс командира полку. Учасник Німецько-радянської війни. З 22 листопада 1941 року — заступник командира, з 4 лютого 1942 року — командир свого полку. Учасник другої битви на Ладозькому озері. 20 січня 1943 року був поранений і відправлений на лікування. 15 травня 1943 року повернувся в свій полк. 30 вересня 1944 року відправлений в резерв ОКГ. З 19 жовтня по 15 листопада пройшов курс командира дивізії. З 9 лютого 1945 року — командир 615-го дивізійного штабу особливого призначення. 8 травня 1945 року взятий в полон радянськими військами в Сілезії. Помер в таборі для військовополонених 5110/48 «Войково» і був похований на німецькому військовому цвинтарі разом з іншими генералами, які померли в таборі.

## Сім'я
22 вересня 1920 року одружився з Ірмгард фон Бонін (14 липня 1893 — 10 жовтня 1945), дочкою генерал-лейтенанта Прусської армії Ганса Фріца фон Боніна. В пари народився син.

## Звання
- Фанен-юнкер (24 жовтня 1911)
- Фенріх (18 травня 1912)
- Лейтенант (23 березня 1914; патент від 16 червня 1913)
- Оберлейтенант (18 серпня 1918)
- Гауптман резерву (23 вересня 1935)
- Майор резерву (1 березня 1938)
- Оберстлейтенант резерву (1 березня 1942)
- Оберст резерву (1 грудня 1942)
- Генерал-майор резерву (20 квітня 1945)

## Нагороди
- Залізний хрест 2-го і 1-го класу
- Почесний хрест ветерана війни з мечами (6 липня 1935)
- Медаль «За вислугу років у Вермахті» 4-го і 3-го класу (12 років)
- Медаль «У пам'ять 1 жовтня 1938» із застібкою «Празький град»
- Застібка до Залізного хреста
  - 2-го класу (1 жовтня 1939)
  - 1-го класу (1 серпня 1940)
- Медаль «За зимову кампанію на Сході 1941/42» (26 липня 1942)
- Лицарський хрест Залізного хреста (28 лютого 1943)
- Штурмовий піхотний знак в сріблі (6 березня 1943)
- Нагрудний знак «За поранення» в чорному (травень 1943)